# Doru lineare
Doru lineare – gatunek skorka z rodziny skorkowatych i podrodziny Forficulinae. Ubarwiony rudo-brązowo-żółto. Osiąga od 12 do 18 mm długości. Samice wykazują troskę macierzyńską o potomstwo. Odgrywa pożyteczną rolę w różnych uprawach rolnych. Zasiedla Amerykę.

## Taksonomia
Gatunek ten opisany został w 1822 roku przez Johanna Friedricha Eschscholtza jako Forficula linearis. W 1901 roku James Abram Garfield Rehn przeniósł go do rodzaju Apterygida. W rodzaju Doru umieszczony został przez Malcolma Burra w 1907 roku.

## Opis
Długość ciała mierzona z cęgami wynosi u samców od 14 do 18 mm, a u samic od 12 do 16 mm. Głowa rudobrązowa, zaokrąglona, nieco spłaszczona. Czoło z dwoma małymi wgnieceniami między oczami. Oczy małe, krótsze niż długość głowy za nimi. Szwu zaczołowego i koronalnego brak. Czułki brązowe, 12-członowe, o członach walcowatych, z wyjątkiem pierwszego, który jest tak długi jak odległość między nasadami czułków, i poprzecznego drugiego. Przedplecze brązowe z żółtymi bokami, małe i silnie na tylnym brzegu wypukłe, o bokach mniej lub bardziej prostych i równoległych, a środkowej bruździe podłużnej niewyraźnej. Pokrywy w pełni rozwinięte, żółte ze szwem i bocznymi brzegami rudobrązowymi. Skrzydła tylne krótkie, żółte. Odnóża żółte. Odwłok rudy do ciemnego, wydłużony, o bokach mniej lub bardziej równoległych lub nieco z tyłu rozszerzonych. Tergity połyskujące i bardzo drobno punktowane, a na trzecim i czwartym duże i wyraźne boczne pola gruczołowe. Ostatni z nich duży, poprzeczny i pośrodku wklęśnięty; u samicy gładki, a u samca z czterema lub więcej guzkami po bokach dysku. Pygidium kształtem kolcowate. Przysadki odwłokowe samca w nasadowej ⅓ zakrzywione, na krawędzi wewnętrznej opatrzone małymi guzkami i zębem wierzchołkowym. Przysadki samicy proste, wyciągnięte. Samcze genitalia o wąskiej i stosunkowo krótkiej środkowej płytce paramery, virga w obrębie płatka płciowego krótkim, a pęcherzyku podstawowym prostym i silnie zesklerotyzowanym.

## Biologia i znaczenie
Samice D. lineare wykazują troskę rodzicielską o potomstwo. Wyszukują one odpowiedniego gniazda, gdzie składają około 22–38 jaj, które następnie czyszczą i ochraniają. To samo tyczy młodych larw, które lęgną się z jaj po 7 do 10 dniach. Samice oprócz czyszczenia jaj i larw sprzątają również gniazda. Jaja innych samic nie są rozpoznawane jako obce; następuje ich adopcja. Wydajność klucia w przypadku jaj pozbawionych takiej opieki jest niższa.
Skorek ten odgrywa ważną rolę w wielu południowoamerykańskich uprawach, odżywiając się jajami i młodymi larwami uznawanych za szkodliwe gatunków sówkowatych. W uprawach bawełny odżywia się Alabama argillacea, a w uprawach soi i kukurydzy Sitotroga frugiperda. Pożyteczną rolę odgrywa także na polach pszenicy.

## Rozprzestrzenienie
Gatunek neotropikalny i nearktyczny. Rozprzestrzeniony od Ameryki Południowej (m.in. północna Argentyna, Paragwaj, Brazylia) przez Amerykę Centralną, po Kubę i południe Stanów Zjednoczonych.